# 交通护栏
交通护栏将车辆限制在道路的一定范围内，防止车辆与危险的障碍物相撞，如巨石、标志支架、树木、桥墩、建筑物、墙壁和排水渠，或防止车辆进入道路附近的陡坡或水深处。交通护栏也可安装在道路正中间，以防止车辆误入对向车道，减少正面碰撞。交通护栏还可用于保护脆弱的区域，如学校操场、行人区和油罐免于偏离车道的车辆撞击。